# Costanzo (praefectus urbi)
Costanzo (latino: Constantius; floruit 503–507) fu un politico romano durante il regno di Teodorico il Grande.

## Biografia
Nativo della Liguria, era amico di Magno Felice Ennodio, con cui ebbe un prolungato scambio epistolare, con alcune lettere di tema teologico. Nel 503 ricopriva una carica alla corte di Ravenna. Nel 506/507 era ancora a Ravenna, e ricopriva un incarico ancora più elevato. Tra il settembre 506 e l'agosto 507 fu praefectus urbi di Roma (CIL VI, 1665).